# Światowy Dzień Konsumenta
Światowy Dzień Konsumenta, znany też jako Światowy Dzień Praw Konsumenta, ang. World Consumer Rights Day, WCRD – międzynarodowe święto obchodzone corocznie  15 marca.
Po raz pierwszy obchody odbyły się w 1983 roku w rocznicę przemówienia prezydenta Johna F. Kennedy’ego, wygłoszonego w roku 1962 w Kongresie Stanów Zjednoczonych. Dotyczyło ono projektu ustawy o ochronie praw konsumenta.
Wówczas prezydent USA sformułował cztery podstawowe prawa konsumentów: 
- do informacji,
- do wyboru,
- do bezpieczeństwa,
- do reprezentacji.

Z jego ust padło też stwierdzenie: „Konsumenci to my wszyscy”. 
W Polsce Światowy Dzień Konsumenta obchodzony jest oficjalnie od roku 2000. Do obchodów włącza się Urząd Ochrony Konkurencji i Konsumentów i organizacje pozarządowe.